# Comité Interdistrito
El Comité Interdistrito o mezhraiontsy (del ruso: межрайонцы), fue una formación de las varias en las que se dividió el Partido Obrero Socialdemócrata de Rusia. Fundado en 1913, acabó uniéndose a los bolcheviques en su VI Congreso de julio de 1917.

## Origen
La formación se creó en noviembre de 1913 en San Petersburgo. Su objetivo era la reunificación del Partido Obrero Socialdemócrata, dividido entre mencheviques y bolcheviques. Cercanos al programa de los bolcheviques, rechazaban sin embargo la postura contraria a la reunificación del partido que sostenía Lenin.
Durante la guerra mundial, sus postura era cercana a la de los internacionalistas no leninistas. Trotski apoyó al grupo desde su creación y publicó artículos en sus publicaciones.

## La Revolución de Febrero

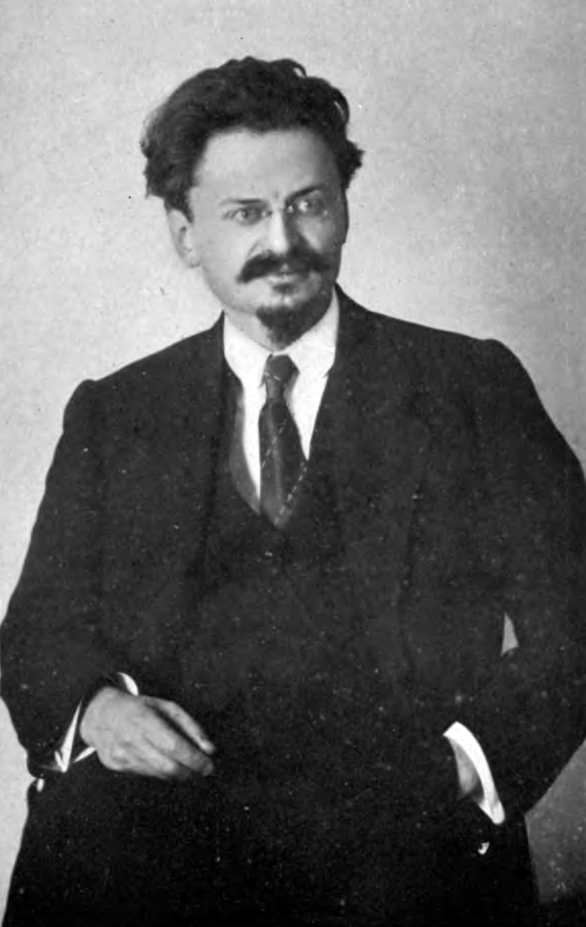
León Trotski, principal dirigente del Comité Interdistrito y posteriormente destacado bolchevique.

Durante el periodo del Gobierno Provisional Ruso, tras las Revolución de Febrero de 1917 que acabó con la autocracia zarista y la monarquía, la organización se hallaba encabezada por León Trotski, que había regresado a Rusia en mayo. Otros futuros destacados bolcheviques, como Anatoli Lunacharski, Moiséi Uritski, Adolf Joffe o Dmitri Manuilski formaban parte de la fracción. Esta, considerada la izquierda de los mencheviques, contaba con figuras de notable prestigio revolucionario, pero carecía de una organización de masas. Su influencia se limitaba a algunos barrios de la capital rusa, donde pronto perdió protagonismo frente a los bolcheviques.
Cada vez más cercana a los bolcheviques de Lenin —sus diferencias en realidad se debían a las pasadas desavenencias internas del POSDR—, la formación se presentó junto a ellos en las elecciones a los sóviets de la primavera de 1917. Las conversaciones para unificar los dos grupos habían comenzado ya durante la Revolución de Febrero. El 10 de mayojul./ 23 de mayo de 1917greg., Lenin ofreció formalmente a la fracción el ingreso en el Partido Bolchevique, con puestos destacados tanto en la dirección como en la junta editorial de Pravda a los dirigentes del Comité. Ciertos desacuerdos de última hora (oposición de la dirección bolchevique a que Trotski se convirtiese en editor del diario del partido o el rechazo de Trotski a adoptar el apelativo de bolchevique) además de conveniencias tácticas —se consideraba que una unión sin premura podía lograr la absorción de todos los internacionalistas, incluidos los cercanos a Yuli Mártov en el partido— retrasaron el acuerdo.
El grupo publicó, con escaso éxito a pesar de sus brillantes articulistas, un periódico, Vperiod (Adelante) que, escaso de financiación y sin una gran organización para distribuirlo, apenas logró distribuir dieciséis números antes del ingreso de sus miembros en el partido bolchevique.
El partido se opuso a la condena de los anarco-comunistas por su intento de manifestación del 10 de juniojul./ 23 de junio de 1917greg. para forzar el derrocamiento del gobierno y el traspaso del poder a los sóviets, logrando el respaldo mayoritario del Sóviet de Petrogrado. Durante la preparación de la manifestación, Trotski había logrado el respaldo del partido a la misma, a pesar de la oposición de Lunacharski.
Se opuso además a las Jornadas de Julio, durante los debates sobre su conveniencia, en las que también la mayoría de los dirigentes bolcheviques se mostraron contrarios al intento de derribar al Gobierno y entregar el poder a los soviets.
La absorción del grupo por los bolcheviques se llevó a cabo finalmente durante el VI Congreso, con Lenin en la clandestinidad y Trotski en prisión y no sin ciertas reticencias por parte de algunos dirigentes del partido.